# Metzgeria (slak)
Metzgeria is een geslacht van weekdieren uit de klasse van de Gastropoda (slakken).

## Soorten
- Metzgeria alba (Jeffreys in Wyville Thomson, 1873)
- Metzgeria furcata (L.) Dumort., 1935)
- Metzgeria californica Dall, 1903
- Metzgeria gagei Bouchet & Warén, 1985
- Metzgeria holcophorus (Barnard, 1959)
- Metzgeria montereyana A. G. Smith & Gordon, 1948
- Metzgeria problematica (Ponder, 1968)
- Metzgeria shirleyi (Cernohorsky, 1980)